# Håkan Mörne
Arvid Håkan Mörne, född den 5 december 1900 i Helsingfors, död den 24 december 1961 i Mariehamn, var en finlandssvensk journalist och författare.

## Biografi
Håkan Mörne var son till lyrikern Arvid Mörne. Efter studentexamen 1921 studerade han kemi vid universitetet i Helsingfors och Braunschweigs tekniska universitet i Tyskland 1922–1924.
Mörne arbetade under ett år 1926–1927 som journalist på tidningen Allas krönika, men trivdes bäst på havet och gick som ung till sjöss och arbetade med resebeskrivningar och utlandsreportage. I sitt författarskap gick han in för att skildra det vardagliga livet, hellre än de kända turistmålen, i de länder han besökte. En del av hans texter kan räknas till essäistiken medan andra har form av socialreportage.
Från år 1945 var han bosatt på Åland och ägnade sig där åt fruktodling.